# Passwd

passwd este comanda folosită pentru schimbarea parolei de acces la un sistem UNIX. Parola introdusă de utilizator este trecută printr-o funcție criptografică hash. Din motive de securitate, numai valoarea hash este salvată în sistem, parola reală nu este salvată niciodată. Când un utilizator se autentifică, parola introdusă este trecută prin aceeași funcție hash, iar rezultatul este comparat cu cel salvat anterior în sistem. Dacă rezultatul hash este același, parola este considerată validă iar utilizatorul i se permite accesul la sistem.
Comanda passwd poate fi folosită atât pentru schimbarea parolei locale, cât și pentru schimbarea parolei în sistemele distribuite precum NIS, Kerberos sau LDAP. În trecut, fiecare sistem folosea o altă comandă. De exemplu pentru schimbarea parolei într-un sistem NIS se folosea comanda ypasswd. În prezent, în majoritatea sistemelor se folosește o singură comandă iar controlul schimbării este implementat global la nivel de sistem de PAM (pluggable authentication modules).